# Isabelle Bournier
Isabelle Bournier (Frankrijk, 1963) is een Frans historica, directrice bij het museum Mémorial de Caen voor culturele zaken en educatie en stripauteur. 
Bournier studeerde kunstgeschiedenis aan de universiteit van Caen.
Bournier publiceerde een aantal geïllustreerde boeken samen met onder meer Jacques Tardi (14 - 18, des hommes dans la Grande Guerre, 2008), Jacques Ferrandez (Des hommes dans la guerre d'Algérie, 2014), Philippe Jarbinet (Les hommes du jour J  2014) en Sébastien Corbet (La première guerre mondiale en bande dessinée, 2020). 
Bournier schreef de historische teksten voor een aantal albums uit de educatieve reeks De reportages van Lefranc, namelijk De Atlantische muur (2011), De landing (2014), Het Ardennenoffensief (2014), De ondergang van het Derde Rijk (2015) en De strijd om de Pacific (2016).
Zij schreef verder meerdere boeken, hieronder een selectie.
- Droits de l'homme : un combat d'aujourd'hui (2013)
- Histoire secrète du débarquement (2017)
- Caen, tome 1 : De Guillaume le Conquérant à la guerre de Cent Ans (2018)
- Nantes, Tome 2 : D'Anne de Bretagne à d'Artagnan  (2018)